# Закон Кольрауша
Закон Кольрауша (рос. закон Кольрауша, англ. Kohlrausch's law) — гранична еквівалентна провідність Λ0 електроліту є сумою граничних йонних еквівалентних провідностей аніонів Λ0- та катіонів Λ0+:
Λ0= Λ0-+ Λ0+.
У випадку молярної електропровідності
Λ0= ν1Λ0-+ ν2Λ0+,
де ν1 та ν2 — кількості йонів у молекулі.
Закон був встановлений німецьким фізико-хіміком Фрідріхом Кольраушем у 1879 році.